# Phelim Caoch O'Neill
Phelim Caoch O'Neill (irlandés: Feidhlimidh Caoch Ó Néill) (1517 a 1542) fue un príncipe de los Cenél nEógain.
Era el primogénito de Conn Bacach O'Neill. En la época, la dinastía O'Neill gobernaba en amplias zonas del Úlster. La madre de Phelim, Lady Alice Fitzgerald, era hija de Gerald Fitzgerald, VIII Conde de Kildare. El padre y el abuelo materno de Phelim se contaban entre los hombres más poderosos de Irlanda a comienzos del siglo XVI. 

## Primeros años
Phelim Caoch (el ciego) era hijo de Conn Bacach, entonces El O'Neill, señor de Tyrone. Phelim fue educado al estilo gaélico en la residencia principal de su padre, el castillo de Dungannon, en Tyrone, y fue preparado como taniste para suceder a su padre como Lord de Tyrone. Cuando nació, El O'Neill era su tío, pero en 1519, el padre de Phelim, Conn Bacach asumió el título, que era el título preeminente sobre las tres dinastías O'Neill: Tyrone, los Fews, y Clanaboy. El O'Neill era tradicionalmente el rey provincial de Úlster, con autoridad sobre los reyes subordinados (conocidos como uirríthe en irlandés) de la provincia. Phelim creció aprendiendo la diplomacia y arte del gobierno y guerra en el Úlster. Tomó parte en las actividades de gobierno de su padre, incluyendo una estancia como rehén entre los ingleses justo antes de su muerte. Una parte de la cultura irlandesa de aquel periodo era la costumbre del asalto. Atacar a señores vecinos para robar ganado era un pasatiempo habitual para los jóvenes nobles. El ganado era una de los principales riquezas, especialmente en Úlster, por lo que el resultado de una razzia debilitaba o reforzaba a un joven noble en la irlanda del siglo XVI.

## Vida posterior
Phelim estuvo casado con Honora O'Neill, hija de Phelim O'Neill de Edenduffcarrick en Clanaboy.  Tuvieron un hijo llamado Tirlough Brassileagh O'Neill.  Obtuvo su apodo durante su acogida en el Clan Brassill en el sur del Úlster.

## Circunstancias de su muerte
A comienzos de 1542 'El hijo de Ó Néill (Phelim Caoch, hijo de Conn, hijo de Conn) fue asesinado con el lanzamiento de una jabalina por MacDonnell Gallowglagh" según la entrada que recuerda su muerte en los Anales de los Cuatro Maestros. Fue asesinado después de una larga disputa con el principal comandante de Gallowglass de su padre, Gillespic MacDonnell, pocos meses antes de que su padre se sometiera a Enrique VIII.

## Consecuencias
Siempre quedará la duda de que podría haber pasado si Phelim Caoch hubiera sobrevivido. Tras su muerte, Conn Bacach no tenía taniste y pasó caprichosamente de los intereses de su hijo Shane, un chico de sólo seis o siete años, en favor de un chico de dieciséis años al que adoptó, llamado Mathew Kelly, (conocido en irlandés como 'Feardorcha') hijo de Alison Kelly (né, Roth), su amante. La decisión de Conn de llevarse a Mathew Kelly a Londres cuando fue creado conde de Tyrone sería el desencadenante de una pelea que duraría sesenta años dentro de la dinastía O'Neill cuándo Mathew fue nombrado Barón  de Dungannon y designado como sucesor de Conn  según la ley inglesa, desestimando las mejores opciones de sus hijos, Conn Óg, Shane y Tirlough.
Tras el asesinato de Phelim Caoch, los Gallowglas de Gillespic MacDonnell tomaron el partido de Mathew (Feardorcha) y sus descendientes.